# Marthe de Roucoulle
Marthe de Roucoulle, född 1659, död 1741, var en fransk hugenott och lärare. Hon var guvernant åt först kung Fredrik Vilhelm I av Preussen, och därefter åt Fredrik den store och hans systrar. 
Hon hette under sitt första äktenskap Marthe de Montbail och hade en dotter med samma namn. Hon kom från Normandie och tillhörde de många hugenotter som lämnade Frankrike efter ediktet i Nantes och emigrerade till Preussen. Hon var omtyckt av Fredrik den store, som även i vuxen ålder noterades behandla henne med tacksamhet och respekt. 
Hon beskrivs i Wilhelmina av Preussens berömda memoarer. 